# Cổ điển

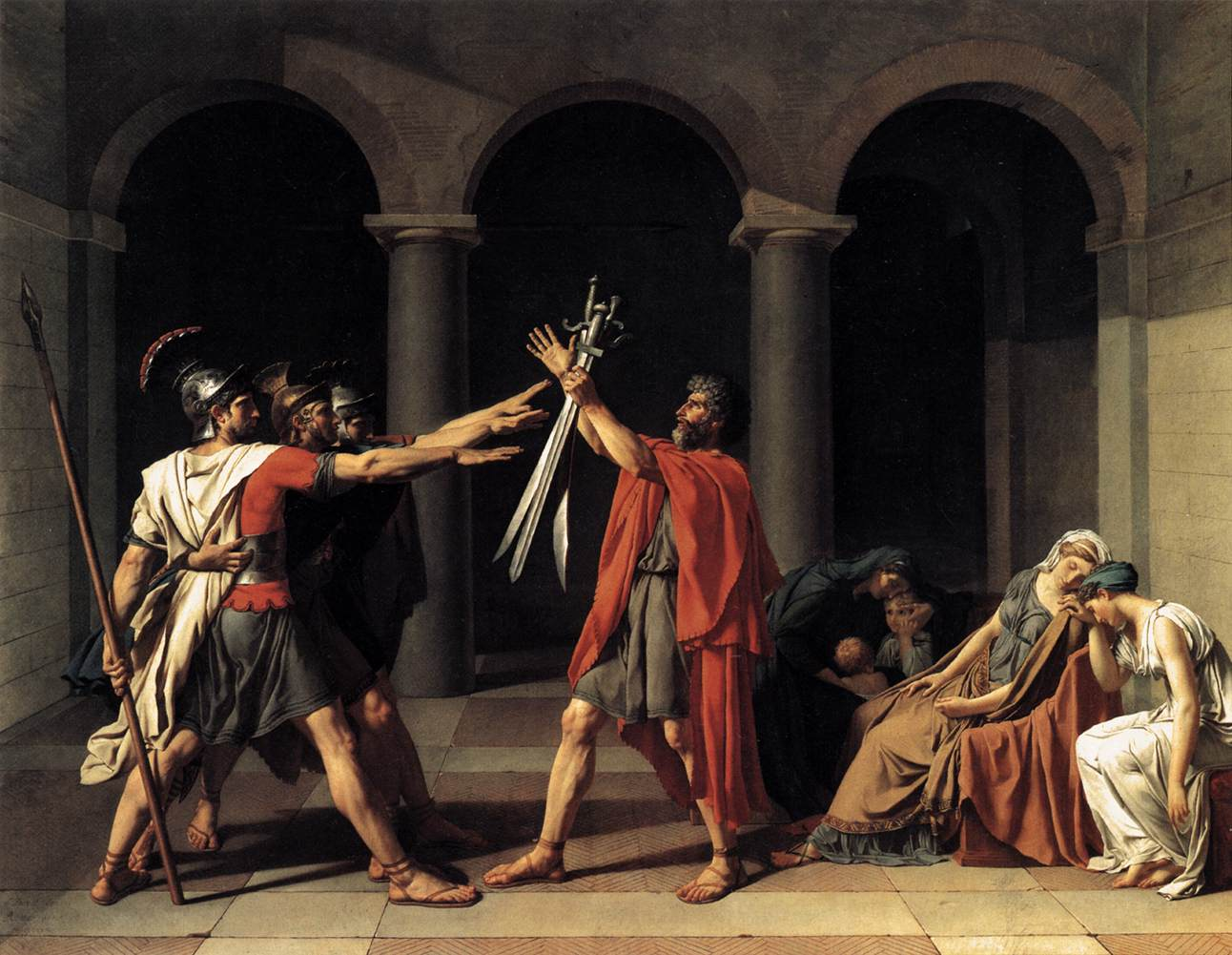
Jacques-Louis David, Oath of the Horatii, 1784

Cổ điển, trong các hình thức nghệ thuật, đề cập đến sự đề cao thời kỳ cổ đại Hy-La trong truyền thống phương Tây, để làm chuẩn mực cho khiếu thẩm mỹ mà các nhà cổ điển noi gương theo. Nghệ thuật của Cổ điển thường tìm kiếm sự chuẩn mực và giới hạn.